# جامعة ديباو
جامعة ديبو (DePauw University) هي كلية خاصة للفنون الحرة تقع في مدينة غرينكاسل بولاية إنديانا، الولايات المتحدة. تأسست عام 1837 تحت اسم كلية إنديانا أزبري، ثم غُيّر اسمها إلى جامعة ديبو في عام 1884. تنتمي الجامعة إلى التراث الميثودي وقد أُسست لتكون مؤسسة مسكونية ذات مكانة وطنية، "تُدار وفقًا لأكثر المبادئ تحررًا، ومتاحة لجميع الطوائف الدينية، ومصممة لخدمة المواطنين بشكل عام".
في عام 2023، بلغ عدد طلاب الجامعة نحو 1800 طالب. تقع الحرم الجامعي السكني على بُعد 72 كيلومترًا (45 ميلًا) غرب مدينة إنديانابوليس، ويمتد على مساحة 175 فدانًا (71 هكتارًا) ويضم 36 مبنى، بالإضافة إلى منتزه ديبو الطبيعي الذي تبلغ مساحته 520 فدانًا (210 هكتارات).

## التاريخ
تأسست جامعة إنديانا أسبري عام 1837 في مدينة جرينكاسل بولاية إنديانا، وسُميت بهذا الاسم تكريمًا لفرانسيس أسبري، أول أسقف أمريكي للكنيسة الأسقفية الميثودية. جمع سكان جرينكاسل، التي كانت حينها قرية صغيرة، مبلغ 25,000 دولار لتشجيع الميثوديين على إنشاء الكلية في المدينة. أُسست الجامعة في الأصل كمؤسسة تعليمية للذكور فقط، لكنها بدأت في قبول الطالبات عام 1867.
في عام 1884، غيّرت الجامعة اسمها إلى جامعة ديباو تكريمًا لواشنطن سي. ديباو، الذي قدّم عدة تبرعات كبيرة خلال سبعينيات القرن التاسع عشر، كان أكبرها إنشاء مدرسة للموسيقى في عام 1884. بحلول عام 1887، تبرع ديباو بأكثر من 600,000 دولار للجامعة، ما يعادل حوالي 17 مليون دولار في عام 2021. في عام 2002، تلقت الجامعة أكبر هدية مالية في تاريخ كليات الفنون الحرة، حيث قدمت عائلة هولتون مبلغ 128 مليون دولار.
في عام 1909، تأسست جمعية سيجما دلتا تشي، المعروفة اليوم بجمعية الصحفيين المحترفين، على يد مجموعة من طلاب الصحافة في الجامعة، من بينهم يوجين سي. بوليام. كما شهدت ديباو تأسيس أول نادي نسائي بأحرف يونانية (Kappa Alpha Theta) عام 1870. وتضم الجامعة أطول فصلي أخوة في العالم: فصل دلتا من (Beta Theta Pi) وفصل لامبدا من (Phi Gamma Delta).
اعتبارًا من يوليو 2020، عينت الدكتورة لوري إس. وايت، التي شغلت سابقًا منصب نائبة مستشار شؤون الطلاب في جامعة واشنطن في سانت لويس، كالرئيس الحادي والعشرين لجامعة ديباو، لتصبح بذلك أول امرأة أمريكية من أصل أفريقي تتولى رئاسة الجامعة.